# Richmond WCT 1984
Il Richmond WCT 1984 è stato un torneo di tennis giocato sul sintetico indoor. È stata la 17ª edizione del torneo che fa parte del World Championship Tennis 1984. Si è giocato a Richmond negli Stati Uniti dal 6 al 12 febbraio 1984.

## Campioni

### Singolare maschile
John McEnroe  ha battuto in finale  Steve Denton con il punteggio di 6–3, 7–6

### Doppio maschile
John McEnroe /  Patrick McEnroe hanno battuto in finale  Steve Denton /  Kevin Curren con il punteggio di 7–6, 6–2